# Michael Cuddyer
Michael Brent Cuddyer (ur. 27 marca 1979) – amerykański baseballista, który występował na pozycji prawozapolowego i pierwszobazowego.

## Przebieg kariery
Cuddyer po ukończeniu szkoły średniej został wybrany w 1997 roku w pierwszej rundzie draftu przez Minnesota Twins i początkowo grał w klubach farmerskich tego zespołu, między innymi w New Britain Rock Cats, reprezentującym poziom Double-A. W MLB zadebiutował 23 września 2001 w meczu przeciwko Cleveland Indians jako designated hitter, w którym zaliczył double'a. 22 maja 2009 w spotkaniu z Milwaukee Brewers zaliczył cycle jako 10. zawodnik w historii klubu. W 2011 po raz pierwszy wystąpił w All-Star Game. 25 lipca 2011 w meczu przeciwko Texas Rangers grał również na pozycji miotacza, rozgrywając jedną zmianę.
16 grudnia 2011 podpisał trzyletni kontrakt wart 31,5 miliona dolarów z Colorado Rockies. W sezonie 2013 po raz drugi w karierze wystąpił w All-Star Game, otrzymał nagrodę Silver Slugger Award, uzyskał najlepszą w National League średnią uderzeń (0,331) i ustanowił klubowy rekord odbijając piłkę przynajmniej raz w 27 meczach z rzędu, który został pobity w następnym sezonie przez Nolana Arenado.
17 sierpnia 2014 w meczu z Cincinnati Reds został 30. w historii zawodnikiem, który po raz drugi w karierze zaliczył cycle. W listopadzie 2014 podpisał dwuletni kontrakt z New York Mets.
11 grudnia 2015 ogłosił zakończenie zawodniczej kariery.

## Nagrody i wyróżnienia
| Nagroda/wyróżnienie              | Lata       | Źródło |
| 2× All-Star                      | 2011, 2013 | [ 1 ]  |
| Silver Slugger Award             | 2013       | [ 1 ]  |
| National League Batting Champion | 2013       | [ 1 ]  |